# 상원사 (평창군)
상원사(上院寺)는 강원특별자치도 평창군 진부면 동산리 오대산에 있는 절로, 대한불교조계종 소속 월정사의 말사(末寺)이다.

## 역사
신라 33대 성덕왕(聖德王) 23년(724년)에 건립되었다. 신라시대의 유물로는 국보로 지정된 상원사 동종(銅鐘)과 대리석 탑이 있으며 현재의 건물은 광복 후에 개축한 것이다.
1951년 1·4 후퇴 때 연합 사령부가 월정사와 함께 상원사를 소각하라는 명령을 내렸으나, 승려들의 저항으로 문만 떼어내서 불태웠다는 일화가 있다.

## 문화재

### 상원사 동종
국보 제36호로 지정되어 있다. 구리종으로 725년에 주조되었으며, 높이는 1.7m이다. 천판의 명문에 의하면 휴도리(休道里)라는 귀부인이 기증한 것으로 되어 있다. 무늬대(紋樣帶)는 모두 당초문과 반원형으로 구획지은 속에 천인상으로서 장식되었고, 종신에는 당초문 띠를 바깥에 두른 연화문 당좌(撞座)와 두 병좌주악천인상(竝座奏樂天人象)을 두 군데 배치하고 있다. 전체의 모습이나 무늬의 수법, 특히 바람에 날리는 천의자락의 선 등이 봉덕사종에 비해 부드럽고 단아하며, 여러 점에서 현존하는 신라종의 백미(白眉)라고 하겠다.

### 상원사 목조문수동자좌상
국보 제221호로 지정되어 있다. 조선 세조 12년(1466년)에 조성되었다. 조각수법이 우수할 뿐만 아니라 고려시대의 불상에서 조선시대로 넘어가는 불상 조성 양식을 살필 수 있는 자료이다. 수인은 미타수인 등에서 볼 수 있는 구품인을 나타내고 있으며 결가부좌 대신 반가부좌를 하고 있다. 복장유물은 월정사에 있다.

### 상원사 중창권선문
국보 제292호로 지정되어 있다.

### 상원사 목조문수동자좌상 복장유물
보물 제793호로 지정되어 있다. 1괄 51점이 있다. 1984년 7월 상원사 목조문수동자좌상에서 발견된 유물로 석탑에서 사리장치가 발견되듯이 불상에도 사리를 장치하고 복장을 만들어 넣은 매우 보기 드문 예이다.

### 평창 상원사 영산전 석가삼존ㆍ십육나한상 및 권속
강원특별자치도의 유형문화재 제162호로 지정되어 있다. 1711년 작품이다.

## 같이 보기
- 월정사